# ستيب بليتيكوسا

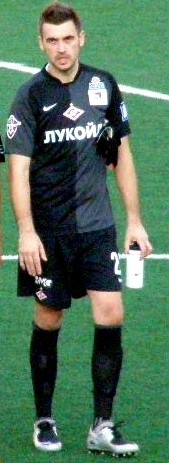
ستيب بليتيكوسا

ستيب بليتيكوسا (بالكرواتية: Stipe Pletikosa)‏، من مواليد 8 يناير 1979 في سبيليت في يوغسلافيا، لاعب كرة قدم كرواتي.
بدأ مسيرته الكروية مع نادي هايدوك سبيليت في عام 1996، ولعب معهم حتى عام 2003، وشارك معهم في 143 مباراة وسجل 4 أهداف، وفي عام 2003 انتقل إلى نادي شاختار دونتسيك الأوكراني، ولعب معهم حتى عام 2005، وشارك معهم في 28 مباراة، وفي موسم 2005/2006 أعير إلى نادي هايدوك سبيليت، ولعب معهم 22 مباراة، وفي موسم 2006/2007 أعير إلى نادي شاختار دونتسيك، ولعب معهم ثلاثة مباريات، ومنذ عام 2007 وهو يلعب مع نادي روستوف الروسي.
بدأ مسيرته مع منتخب كرواتيا لكرة القدم في عام 1999.

## مسيرته الكروية
لعب ستيب بليتيكوسا خلال مسيرته الاحترافية مع 6 أندية في واحد وعشرون موسمًا وسجل خلالها 4 أهداف ضمن 369 مباراة. حيث فاز في أربعة مواسم بالكأس وفي موسمين بالدوري.
خاض ستيب بليتيكوسا مسيرته مع نادي هايدوك سبليت في موسم 1996–97 في المرة الأولى ليلعب معه سبعة مواسم ثم في موسم 2005–06 لمدة موسم واحد، مشاركًا طوالها في 162 مباراة سجل خلالها 4 أهداف. ثم انتقل إلى نادي شاختار دونيتسك في موسم 2003–04 في المرة الأولى ولمدة موسمين ثم في موسم 2006–07 لمدة موسم واحد، حيث شارك طوالها في 32 مباراة ولم يسجل أي هدف. لينتقل بعدها إلى نادي سبارتاك موسكو في موسم 2007 ليلعب معه أربعة مواسم، مشاركًا في 63 مباراة ولم يسجل أي هدف أيضًا. ثم انتقل إلى نادي توتنهام هوتسبير في موسم 2010–11 لمدة موسم واحد، لم يشارك في أي مباراة ولم يسجل أي هدف أيضًا. هذا وانتقل لاحقًا إلى نادي روستوف في موسم 2011–12 ليلعب معه أربعة مواسم، مشاركًا في 110 مباراة ولم يسجل أي هدف أيضًا. ثم انتقل بعدها إلى نادي ديبورتيفو لاكورونيا في موسم 2015–16 لمدة موسم واحد، مشاركًا في مباراتين ولم يسجل أي هدف أيضًا.

## روابط خارجية
- ستيب بليتيكوسا على موقع الاتحاد الدولي (مؤرشف)  (الإنجليزية)
- ستيب بليتيكوسا على موقع الاتحاد الأوربي (الإنجليزية)
- ستيب بليتيكوسا على موقع اتحاد كرواتيا (الكرواتية)
- ستيب بليتيكوسا على موقع اتحاد أوكرانيا (الإنجليزية)
- ستيب بليتيكوسا على موقع قاعدة بيانات كرة القدم.إي يو (الإنجليزية)
- ستيب بليتيكوسا على موقع ليكيب (الفرنسية)
- ستيب بليتيكوسا على موقع ناشيونال فوتبول تيمز (الإنجليزية)
- ستيب بليتيكوسا على موقع Soccerbase.com (لاعب) (الإنجليزية)
- ستيب بليتيكوسا على موقع Soccerway.com (الإنجليزية)
- ستيب بليتيكوسا على موقع عالم كرة القدم.نت (الإنجليزية)